# Sant Miquel de Lloberola
Sant Miquel de Lloberola és una església del municipi de Biosca (Solsonès) inclosa en l'Inventari del Patrimoni Arquitectònic de Catalunya.

## Descripció
L'església és situada en una part elevada del poble i consta d'una nau amb capelles laterals, sagristia i cor als peus. La façana principal té una porta quadrangular i rosetó. El campanar és al costat de l'epístola i és de dos cossos separats per una motllura convexa. A la part exterior hi ha una balustrada d'obra. La teulada és a dues aigües. Pinacles amb boles decoren la torre campanar i la façana i té dos absis quadrangulars a cada mur lateral.

## Història
En origen la parròquia fou del bisbe d'Urgell, si bé després fou donada al monestir de Solsona amb Sant Miquel del Mas d'en Forn. Posteriorment passaren a la mensa episcopal de Solsona.